# Alaixys Romao
Alaixys Romao   (L'Haÿ-les-Roses, 18 de gener de 1984) és un exfutbolista togolès de les dècades de 2000 i 2010.
Fou internacional amb la selecció de futbol de Togo amb la qual participà al Mundial 2006.
Pel que fa a clubs, destacà a FC Lorient, Olympique de Marseille i Olympiakos FC.